# Святой Джордж
«Святой Джордж» (англ. Saint George) — американский ситком, премьера которого состоялась 6 марта 2014 года на телеканале FX. Телесериал был создан Джорджем Лопесом, Дэвидом МакФадзин и Мэттом Уильямсом. Это первый сериал, где Лопез играет главную роль, со времен его шоу «George Lopez». К сериалу была применена модель «Debmar-Mercury» и «Lionsgate Television», которая предполагает следующие условия. Если шоу показывает хорошие рейтинги после трансляции первых 10 эпизодов, то телеканал заказывает ещё 90 эпизодов телесериала.

## Синопсис
Телесериал «Святой Джордж» рассказывает о жизни Джорджа Лопеса, рабочего, который старается быть успешным предпринимателем. Также ему необходимо сбалансировать его семейную жизнь, которая состоит из требовательной бывшей жены, 11 летнего сына, его мамы, дяди и двоюродного брата, а также не забыть про свою работу учителя истории в вечерней школе.

## Актёры и персонажи

### Основной состав
- Джордж Лопес в роли Джорджа Лопеса
- Женн Лион[9] в роли Макензи Бредфорд-Лопез
- Ольга Мередиз[3] в роли Альмы Лопез
- Каден Гибсон[9] в роли Хармера Антонио Бредфорд-Лопез
- Зейес, Дэвид[3] в роли Джуниор
- Дэнни Трехо[10] в роли Тио Дэнни

### Второстепенный состав
- Диана-Мария Рива[3] в роли Консепсьон
- Джои Поллари в роли Таннер Уитма
- Тобит Рафаэль[11] в роли Уолдана Пенфилда

## Список эпизодов
| №  | Название                                                       | Режиссёр(ы)   | Сценарист(ы)                                | Дата показа в США | Производственный код | Зрители США (миллионы) |
| -- | -------------------------------------------------------------- | ------------- | ------------------------------------------- | ----------------- | -------------------- | ---------------------- |
| 1  | «Не ведитесь снова» «Won't Get Fooled Again»                   | Джо Регалбуто | Джордж Лопес, Дэвид МакФадзин, Мэтт Уильямс | 6 марта 2014      | 1000                 | 1.21                   |
| 2  | «I Wish»                                                       | Боб Коэрр     | Spencer Porter                              | 13 марта 2014     | 1006                 | 0.76                   |
| 3  | «Почему мы не можем быть друзьями?» «Why Can't We Be Friends?» | Боб Коэрр     | Джордж Лопес, Дэвид МакФадзин, Мэтт Уильямс | 20 марта 2014     | 1001                 | 0.79                   |
| 4  | «Having My Baby»                                               | Боб Коэрр     | Дэнис Мосс                                  | 27 марта 2014     | 1002                 | 0.72                   |
| 5  | «Superstition»                                                 | Боб Коэрр     | Линда Видетти Фигуередо                     | 3 апреля 2014     | 1005                 | 0.66                   |
| 6  | «Carry On Wayward Son»                                         | Джо Регалбуто | Джеф Стилсон                                | 10 апреля 2014    | 1010                 | 0.70                   |
| 7  | «Двинь мне своим лучшим ударом» «Hit Me With Your Best Shot»   | Джо Регалбуто | Мишель Давидофф, Билл Розентал              | 17 апреля 2014    | 1003                 | 0.74                   |
| 8  | «Hot Blooded»                                                  | Джо Регалбуто | Рик Марин                                   | 24 апреля 2014    | 1004                 | TBA                    |
| 9  | «School's Out»                                                 | Джо Регалбуто | Йен Гурвитц                                 | 1 мая 2014        | 1009                 | TBA                    |
| 10 | «Богатая девочка» «Rich Girl»                                  | Джо Регалбуто | Мишель Давидофф, Билл Розентал              | 8 мая 2014        | 1008                 | TBA                    |